# رامون سانشيز
رامون سانشيز (بالإسبانية: Ramón Alfredo Sánchez) (25 مايو 1982 السلفادور - ) هو لاعب كرة قدم سلفادوري يلعب كلاعب وسط.

## روابط خارجية
- رامون سانشيز على موقع الاتحاد الدولي (مؤرشف)  (الإنجليزية)
- رامون سانشيز على موقع الدوري الأمريكي (الإنجليزية)
- رامون سانشيز على موقع قاعدة بيانات كرة القدم.إي يو (الإنجليزية)
- رامون سانشيز على موقع ناشيونال فوتبول تيمز (الإنجليزية)
- رامون سانشيز على موقع Soccerway.com (الإنجليزية)
- رامون سانشيز على موقع عالم كرة القدم.نت (الإنجليزية)